# Chaka Khan
Chaka Khan, pseudonimo di Yvette Marie Stevens (Chicago, 23 marzo 1953), è una cantante statunitense.
Nella sua carriera ha ricevuto numerosi Grammy Award ed è conosciuta soprattutto per successi internazionali come I'm Every Woman, I Feel For You, canzone del 1978 cantata da Prince Rogers Nelson, e Through the Fire.

## Biografia
Chaka Khan ha esordito come cantante del gruppo funk Rufus, per poi intraprendere la propria fortunata carriera da solista. Benché etichettata spesso come artista R&B, è passata con disinvoltura fra diversi stili musicali inclusi funk, disco, jazz, hip hop, pop e blues.
È molto attiva nella lotta per la sensibilizzazione sull'autismo, avendo aperto la Chaka Khan Foundation, impegno che le è valso nel 2004 il conferimento di una laurea onoraria assegnata dall'università di Berkeley. 
Nel 2009 Chaka Khan e Gino Vannelli sono stati tra gli ospiti nel nuovo album di Billy Cobham 'Drum 'n' Voice' vol. 3. L'album è stato prodotto tra Milano e Los Angeles da Lino Nicolosi e Pino Nicolosi della [[Nicolosi Productions]] / Nicolosi Team / Novecento.
Ha partecipato anche ad una serie di concerti nell'inverno del 2009 e poi in quello del 2010 intitolati "Here Comes The Girls": il tour è così chiamato in quanto costituito da Anastacia, Lulu e lei stessa.
Si è sposata due volte e ha due figli: una femmina, Indira, e un maschio, Damien. Da giovane ha fatto uso di sostanze stupefacenti e in seguito è diventata vegana. Nel 2006 ha testimoniato in difesa del figlio, processato per l'omicidio di un diciassettenne: Damien ha dichiarato di avergli sparato per errore.

## Discografia
Album in studio
- 1978 - Chaka
- 1980 - Naughty
- 1981 - What Cha' Gonna Do For Me
- 1982 - Echoes Of An Era
- 1982 - Chaka Khan
- 1984 - I Feel for You
- 1986 - Destiny
- 1988 - C.K.
- 1992 - The Woman I Am
- 1998 - Come 2 My House
- 2007 - Funk This
- 2019 - Hello Happiness

Raccolte
- 1989 - Life Is a Dance: The Remix Project
- 1995 - Dare You to Love Me
- 1996 - Epiphany: The Best Of Chaka Khan Vol. 1
- 1999 - Dance Classics Of Chaka Khan
- 2006 - The Platinum Collection
- 2008 - Chaka Khan Greatest Hits Live 2007

Live
- 2004 - ClassiKhan con la London Symphony Orchestra

Singoli
- 1974 - Tell Me Something Good con i Rufus
- 1978 - I'm Every Woman
- 1979 - Life Is a Dance
- 1980 - Clouds
- 1980 - Papillon (a.k.a. Hot Butterfly)
- 1980 - Get Ready, Get Set
- 1981 - What Cha' Gonna Do for Me
- 1981 - We Can Work It Out
- 1981 - Any Old Sunday
- 1982 - Got to Be There
- 1983 - Tearin' It Up
- 1983 - Ain't Nobody con i Rufus
- 1984 - I Feel for You
- 1985 - This Is My Night
- 1985 - Eye to Eye
- 1985 - Through the Fire
- 1985 - (Krush Groove) Can't Stop the Street
- 1985 - Own the Night
- 1986 - The Other Side of the World
- 1986 - Love of a Lifetime
- 1986 - Tight Fit
- 1986 - Higher Love (con Steve Winwood)
- 1987 - Earth to Mickey
- 1988 - It's My Party
- 1988 - Soul Talkin
- 1989 - I'm Every Woman (remix)
- 1989 - I Feel for You (remix)
- 1989 - Baby Me
- 1990 - I'll Be Good to You (con Quincy Jones e Ray Charles)
- 1992 - Love You All My Lifetime
- 1992 - You Can Make the Story Right
- 1992 - I Want
- 1993 - Feels Like Heaven (con Peter Cetera)
- 1993 - Don't Look at Me That Way
- 1995 - Watch What You Say (with Guru)
- 1996 - Missing You (con Brandy, Gladys Knight e Tamia)
- 1996 - Never Miss the Water (con Me'Shell Ndegeocello)
- 1998 - Spoon
- 1998 - This Crazy Life of Mine
- 1998 - I'll Never B Another Fool
- 1999 - I Remember U
- 2000 - All Good? (con De La Soul)
- 2002 - What's Going On con The Funk Brothers
- 2007 - Disrespectful (con Mary J. Blige)
- 2007 - Angel
- 2007 - You Belong to Me (con Michael McDonald)
- 2008 - One for All Time
- 2009 - Alive (con Billy Cobham e Nicolosi Productions
- 2018 - Like Sugar
- 2019 - Hello Happiness

## Filmografia parziale

### Televisione
- Hunter - telefilm, episodio 03x10 "A tutto Rock" (titolo originale "The cradle will rock")
- RuPaul's Drag Race – reality show, episodio 12x08 (2020)

### Cinema
Blues Brothers (1980)

### Doppiatrice
- L'unico e insuperabile Ivan (The One and Only Ivan), regia di Thea Sharrock (2020)